# Trachelipus schwangarti
Trachelipus schwangarti är en kräftdjursart som först beskrevs av Karl Wilhelm Verhoeff 1928A.  Trachelipus schwangarti ingår i släktet Trachelipus och familjen Trachelipodidae. Inga underarter finns listade i Catalogue of Life.